# 巴氏野鯪
巴氏野鯪，為輻鰭魚綱鯉形目鯉科的其中一個種。分布於非洲喀麥隆，背鰭軟條10至11枚；脊椎骨31至33個，體長可達19公分。

## 扩展阅读
維基物種上的相關：巴氏野鯪